# فجل الخيل النمساوي
فجل الخيل نمساوي (الاسم العلمي:Armoracia austriaca) هو نوع غير مؤكد من النباتات يتبع جنس فجل الخيل من الفصيلة الكرنبية.